# Laniarius turatii
El bubú de Turati (Laniarius turatii) es una especie de ave paseriforme de la familia Malaconotidae propia de África Occidental.
Su nombre conmemora al banquero milanés Conte Ercole Turati (1829-1881).

## Distribución geográfica y hábitat
Se lo encuentra en Guinea, Guinea-Bisáu y Sierra Leona.
Su hábitat natural es la sabana húmeda.